# Francisco Xavier Machado
Francisco Xavier Machado (século XVIII) foi um militar português.

## Biografia
Com a criação da Capitania Geral dos Açores, chegou em 1766 ao arquipélago com o primeiro capitão-general, D. Antão de Almada, 12.º conde de Avranches, conforme o Decreto abaixo:
"Hey por bem fazer merce a Francisco Xavier Machado, Ajudante de Infantaria com o exercicio de Engenheiro de o nomear para Capitão de Infantaria com o mesmo exercicio, para me servir nas Ilhas dos Açores, passando a ellas na companhia do Governador, e Capitão General, que fuy servido nomear para as mesmas, e observando em tudo as suas Ordens. O Conselho de Guerra o tenha assim entendido, e lhe mande passar os despachos necessários. Palácio de Nossa Senhora da Ajuda a 26 de agosto de 1766 // com a Rubrica de Sua Magestade //"

## Obra
Deixou-nos um relatório denominado "Revista dos fortes e redutos da Ilha Terceira", datado de 1772, ilustrado por um conjunto de 35 plantas, aguareladas, enviado ao Reino para o Marquês de Pombal.

## Galeria

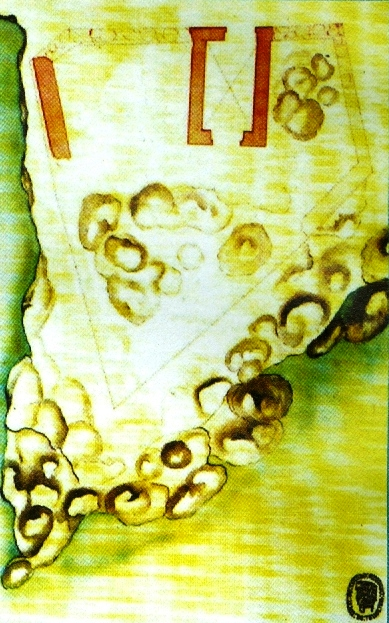
Forte dos Coelhos
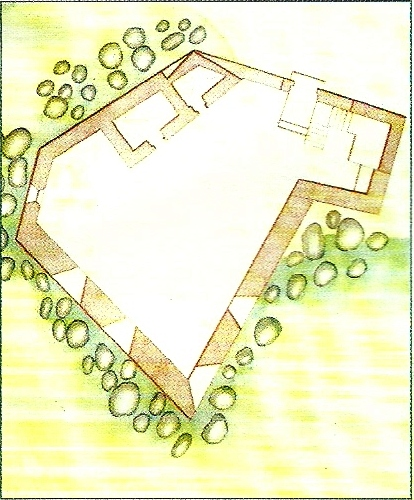
Forte de Sta. Catarina da Praia
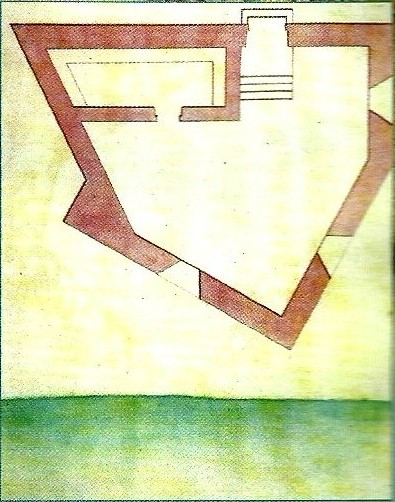
Forte de N. Sra. da Luz
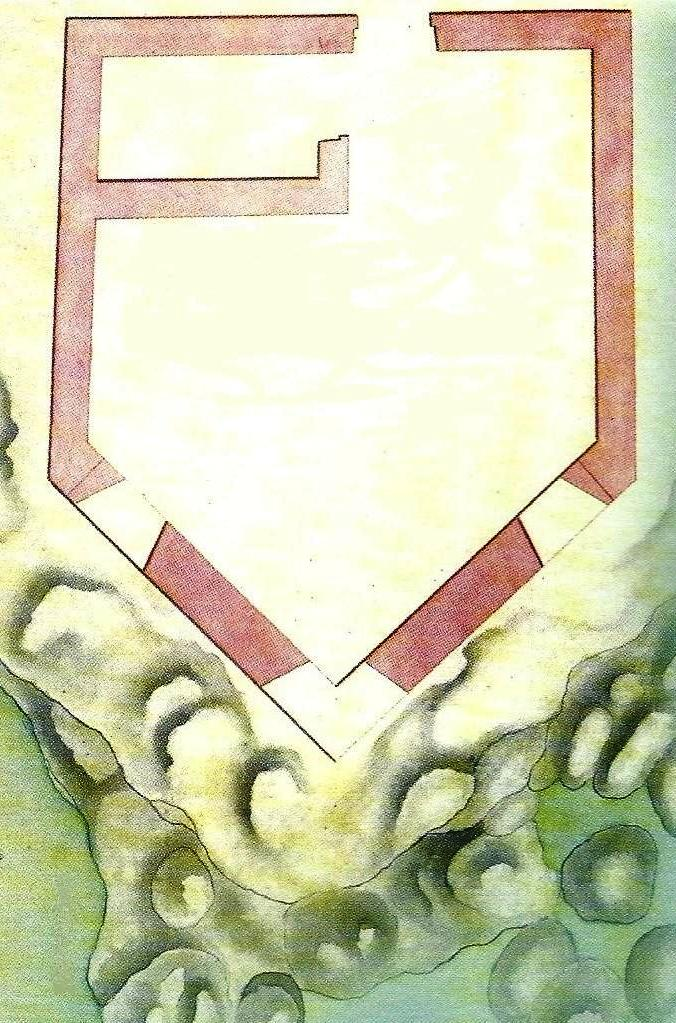
Forte de S. Jorge
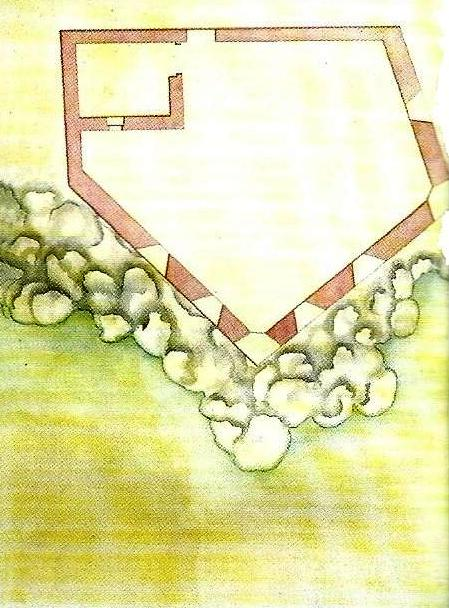
Forte de S. Filipe
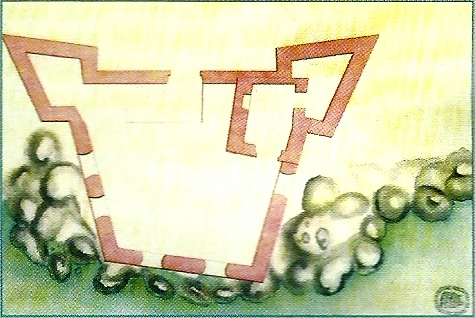
Forte de S. Fernando
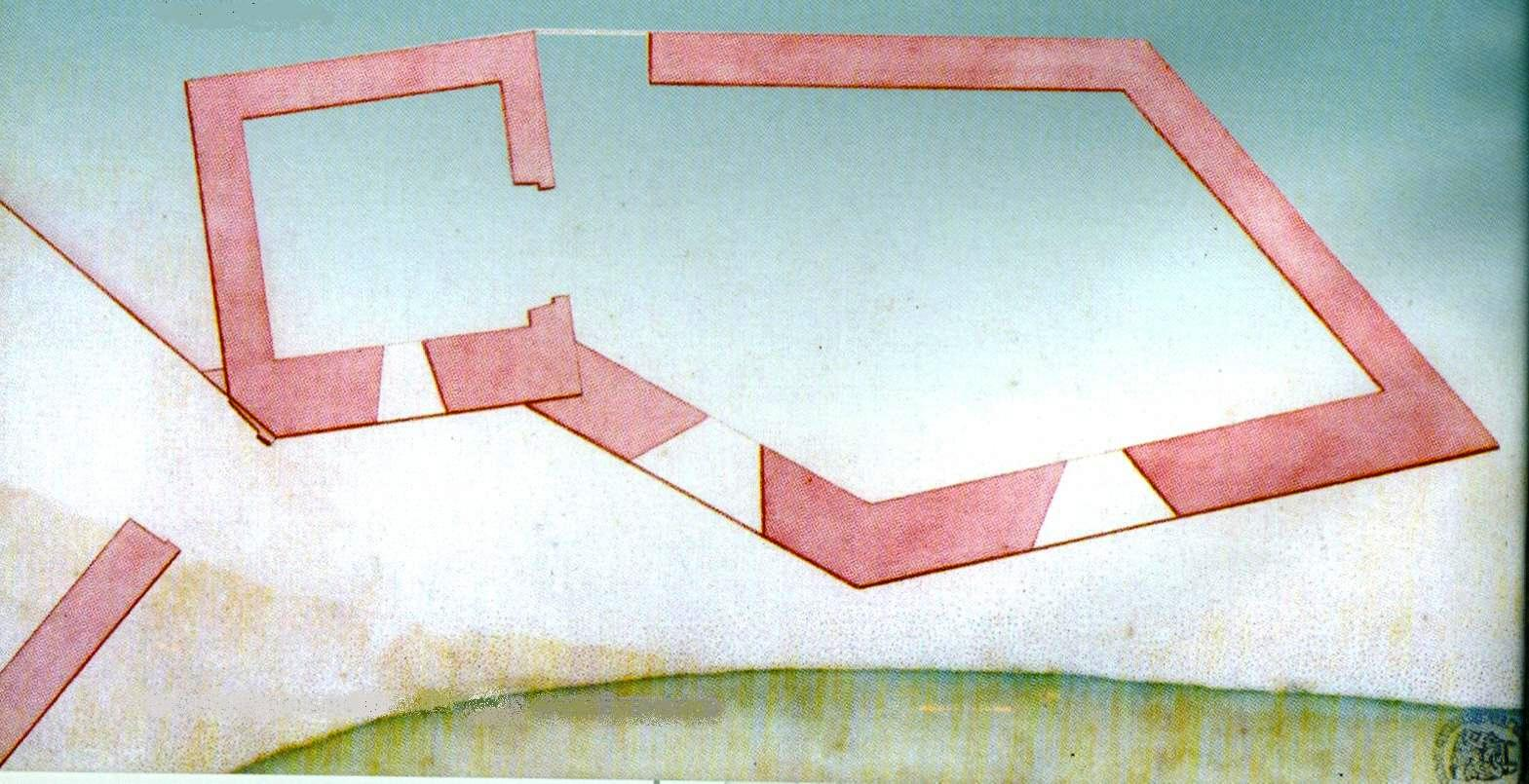
Reduto da Ribeira Seca
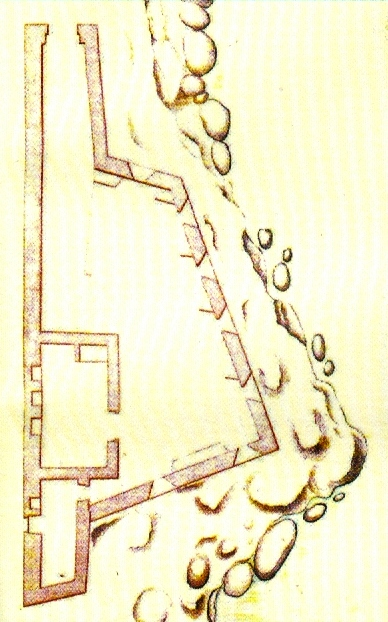
Forte da Salga
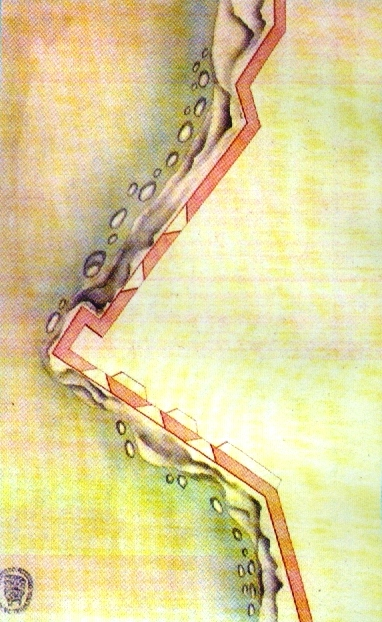
Reduto da Salga
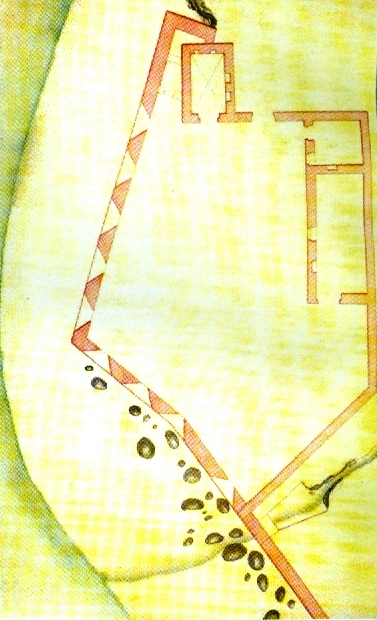
Forte de Sta. Catarina das Mós
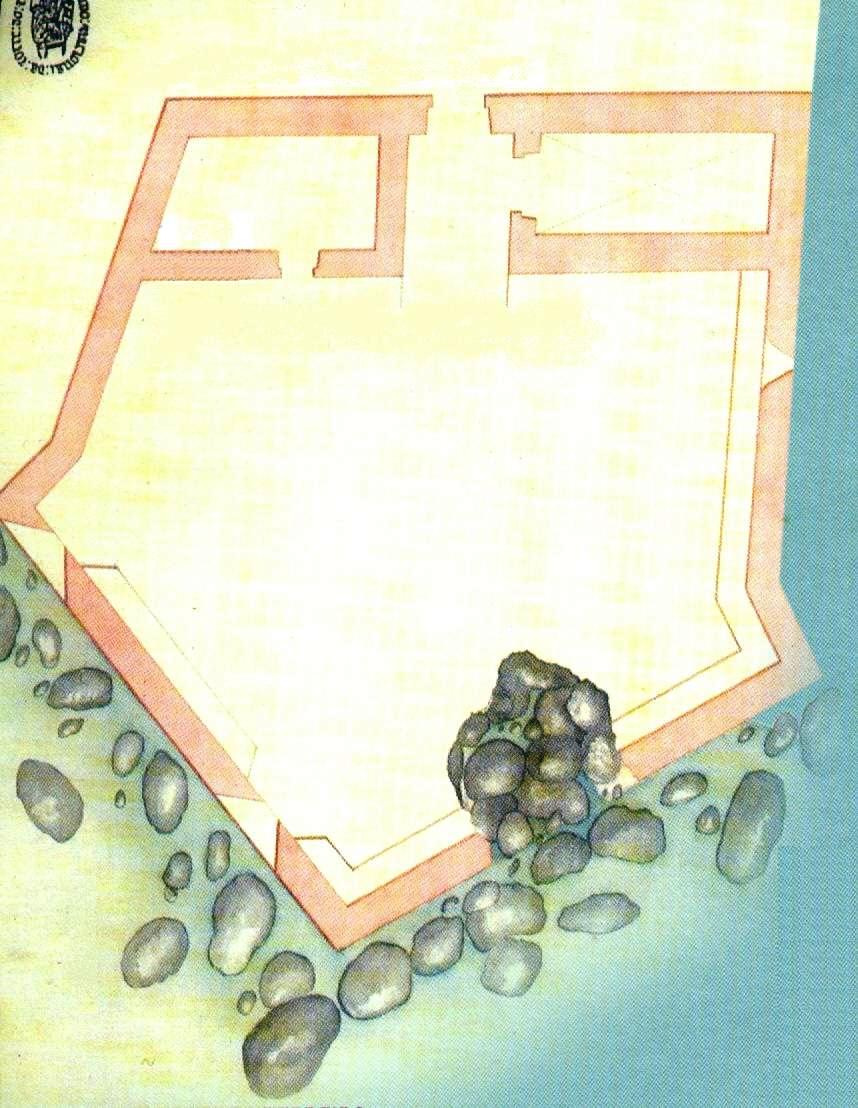
Forte do Terreiro de S. Mateus